# Byttneria flaccida
Byttneria flaccida är en malvaväxtart som beskrevs av Johan Baptist Spanoghe. Byttneria flaccida ingår i släktet Byttneria och familjen malvaväxter. Inga underarter finns listade i Catalogue of Life.